# سكيراء بولاردية
السُّكيراء البولارديَّة (باللاتينية: Saccharomyces boulardii) خميرة استوائية عزلها العالم الفرنسي هنري بولارد أول مرة من قشور الليتشي وجوز جندم في عام 1923. هي من سلالات السكيراوات الجعوية التي تشترك في ارتباط جينومي بنسبة تزيد عن 99% وإن ادعت التقارير الأولية وجود خصائص تصنيفية واستقلابية ووراثية متميزة لها.
تُستخدم السُّكيراء معينات حيوية لإدخال الكائنات الدقيقة المفيدة الأمعاء الغليظة والدقيقة ولمنح الحماية من مسببات الأمراض. وهي تنمو عند 37 درجة مئوية (98.6 درجة فهرنهايت).

## استخدامات أخرى

### الطعام والشراب
تُستخدم الخميرة البولاردية في صناعة الجعة، وتظل حية في المنتج النهائي. ويمكنها التعايش مع أنواع أخرى من خميرة السكيراء الجعوية في مزارع بادئة مختلطة.

## الأبحاث
ثبت أن السكيراء البولاردية تقلل من وزن الجسم في نموذج حيواني لمرض السكري من النوع الثاني.

## الأمان
ارتبطت السُكيراء بفطريات الدم والعدوى الموضعية الفتاكة عند ذوي المناعة الضعيفة. السكيراء عمومًا آمنة للاستخدام في المجتمعات الصحية الأخرى ولم يُيلَّغ عن فطريات الدم المرتبطة بها، وفقًا لأفضل الأدلة الحديثة في المرضى ذوي المناعة الكافية. وأشارت مراجعة أجريت إلى آمان السكيراء على مرضى مصابين بفيروس نقص المناعة البشرية من النوع الأول الذين عُلجوا بها. وأظهرت دراسة استرجاعية أجريت على 32000 مريض مصاب بأورام الدم في المستشفيات عدم حدوث تعفن فطري مع استخدام السكيراء.